# Quasi-oorlog
De Quasi-oorlog was een voornamelijk op zee uitgevochten oorlog tussen Frankrijk en de Verenigde Staten in de laatste jaren van de 18e eeuw.

## Aanleiding
Ten tijde van de Amerikaanse Onafhankelijkheidsoorlog werd het Franse koninkrijk de belangrijkste bondgenoot van Amerika in zijn strijd tegen Groot-Brittannië.
In 1794, nadat de Franse monarchie in de Franse Revolutie omvergeworpen was, sloot de VS een akkoord met Groot-Brittannië dat de relaties tussen de twee verder normaliseerde.
In 1797 wilde de Amerikaanse president John Adams ook verdragen met Pruisen en Zweden hernieuwen. Ook deze twee landen waren tegen de Franse Revolutie gekant.
De VS betaalde bovendien niet langer haar schulden aan Frankrijk af die het, volgens de VS, verschuldigd was aan de monarchie en niet aan de republiek. Het conflict tussen de Britse, Nederlandse, Franse en Spaanse vloten in de Caraïben verstoorde verder de Amerikaanse zeehandel.
De VS had zich neutraal verklaard in het conflict tussen Groot-Brittannië en de Franse republiek, ondanks de alliantie die het in 1778 met Frankrijk had gesloten met daarin de verplichting diens Caraïbische bezittingen mee te helpen verdedigen.
In het conflict plunderde Frankrijk honderden Amerikaanse schepen die handel dreven met Groot-Brittannië.
Het weigerde ook de Amerikaanse minister Charles Cotesworth Pinckney te ontvangen toen die eind 1796 kwam onderhandelen.
Wel stuurde het drie agenten, gekend als X, Y en Z, die een lening van twaalf miljoen dollar, vijf keer 250 duizend dollar en een verontschuldiging van president Adams voor diens uitspraken in het Congres eisten. Dit incident, gekend als de XYZ-affaire, maakte dat de publieke opinie in de VS Frankrijk vijandig gezind werd.
De Amerikaanse marine werd opnieuw in het leven geroepen om de zeehandel te beschermen en kreeg toestemming van het Congres om hiertoe Franse oorlogsschepen aan te vallen. In de zomer van 1798 sneed het ook de handelsbetrekkingen met Frankrijk door en verklaarde eerdere verdragen met de voormalige bondgenoot als niet langer bindend te beschouwen.

## Verloop

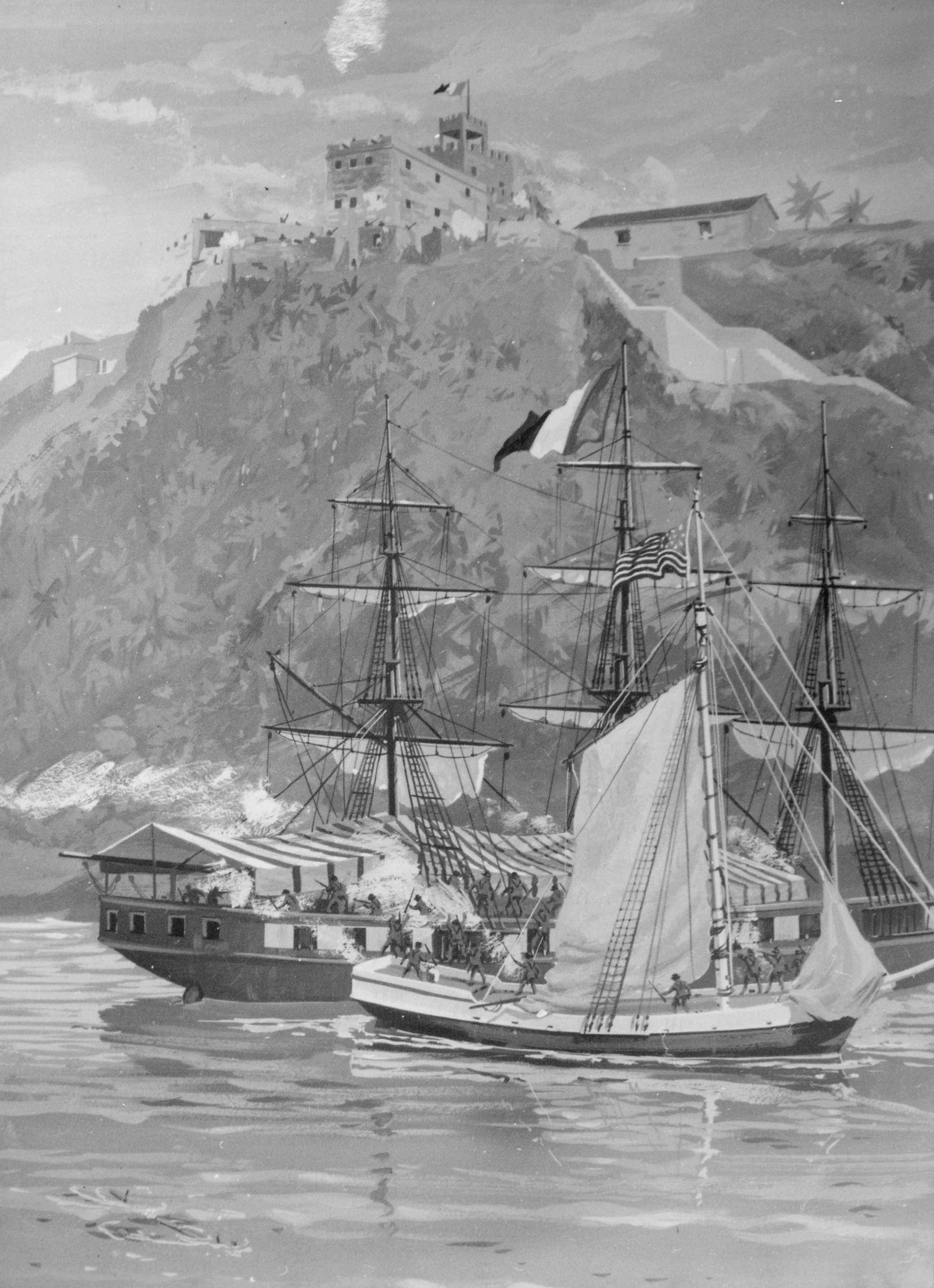
Amerikaanse mariniers veroveren het Franse kapersschip Sandwich in Santo Domingo op 11 mei 1800.

Het militaire conflict ving aan in de herfst van 1798.
De Amerikaanse marine voer met 25 schepen die tussen de Amerikaanse zuidkust en de Caraïben op zoek gingen naar Franse kapers.
Ook de Revenue Cutter Service, voorloper van de kustwacht, nam deel aan het conflict.
Ze veroverde er verschillende Franse schepen en bevrijdde vele gevangengenomen zeelui.
Slechts één keer werd een Amerikaans oorlogsschip veroverd door twee Franse, maar het werd een paar maanden nadien al heroverd.
De Amerikaanse marine verloor gedurende de gevechten slechts één schip door toedoen van de vijand.
Daartegenover veroverden de Fransen naar verluidt meer dan tweeduizend Amerikaanse handelsschepen.
De Britse marine was ter plaatse om Britse handelsschepen te beschermen maar werkte niet samen met de Amerikaanse tegenhanger.

## De afloop
Intussen voerde Frankrijk in Europa oorlog tegen een Europese coalitie en kwam het regime in de problemen.
Er werd een nieuwe staatsgreep op touw gezet en de populaire generaal Napoleon Bonaparte werd gevraagd die te steunen. Die slaagde erin zelf aan de macht te komen en maakte van zijn regime een dictatuur.
De eerste consul had grote ambities in Europa en Amerika, waar onder meer Louisiana, de Caraïben en voormalig Nieuw-Frankrijk van deel uitmaakten.
Omdat Frankrijk intussen oorlog voerde tegen Groot-Brittannië en liever een neutrale VS had dat goederen kon leveren in plaats van een bondgenoot die door de almachtige Britse marine verpletterd zou worden was het voor beiden voordelig geworden om de strijdbijl te begraven.
Dat gebeurde formeel met het verdrag van Mortefontaine (ook conventie van 1800) dat op 30 september 1800 werd ondertekend en dat eveneens het alliantieverdrag tussen beiden van 1778 beëindigde.

## Nasleep
Met het verdrag werd eveneens twintig miljoen dollar aan schadevergoedingen ten aanzien van Frankrijk kwijtgescholden.
In de jaren na het verdrag werd Napoleons vloot in de Caraïben door de Britten vernietigd.
Daardoor werd het onmogelijk voor Napoleon om Louisiana te behouden en verkocht hij het gebied in 1803 voor vijftien miljoen dollar aan de VS.